# باور كورد

كورد مي5 بذوات السن

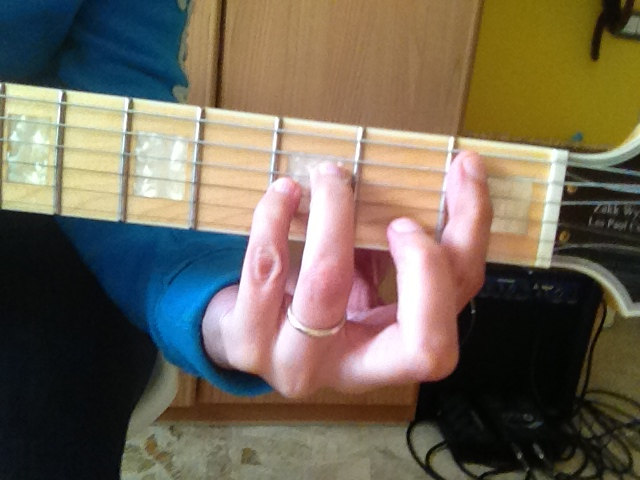
باور كورد محددة بالأصابع على تقسيمات العنق.

في موسيقى الغيتار، الباور كورد (بالإنجليزية: power chord)‏ (أو تآلف الخامسة) هو الاسم العامي للكورد التي تتكون من نوطة الأصل والخامسة، ويمكن أن تضاف لها أوكتافات من نفس النوطات. تعزف الباور كوردات عادة على الغيتارات المضخمة، وبالخصوص على غيتار كهربائي مع تأثير تشويه مضاف عن قصد. الباور كوردات مكون أساسي في عدة أساليب من الروك، وبالخصوص الميتال والبانك روك.